# 26-я танковая дивизия (вермахт)
26-я танковая дивизия (26. Panzer-Division) — тактическое соединение сухопутных войск вооружённых сил нацистской Германии. Принимала участие во Второй мировой войне. Сформирована в сентябре 1942 года.

## Боевой путь дивизии
Сформирована в Бельгии, первоначально предназначалась для обороны побережья Ла-Манша.
С июня 1943 года — в Италии. С августа 1943 года — бои против американо-британских войск в районе Салерно, затем в районе Кассино.
В 1944 году — бои в районе Анцио, Неттуно, Римини, Равенна, Болонья.
В начале мая 1945 года — остатки дивизии взяты в британский плен.

## Состав дивизии
В 1943 году:
- 26-й танковый полк
- 9-й моторизованный полк
- 67-й моторизованный полк
- 93-й артиллерийский полк
- 26-й разведывательный батальон
- 93-й противотанковый артиллерийский дивизион
- 304-й зенитный артиллерийский дивизион
- 93-й сапёрный батальон
- 93-й батальон связи

## Командиры дивизии
- С 14 сентября 1942 — полковник (с октября 1942 — генерал-майор) Смило фрайхерр фон Лютвиц
- С 22 января 1944 — генерал-майор Ганс Геккер
- С 11 апреля 1944 — полковник Ганс Бёльзен
- С 6 июля 1944 — полковник (с октября 1944 — генерал-майор) Эдуард Краземанн
- С 29 января 1945 — генерал-майор Альфред Кунерт

## Награждённые Рыцарским крестом Железного креста

### Рыцарский Крест Железного креста (13)
- Тео Оферхаген, 01.01.1944 — фельдфебель, командир взвода 9-й роты 9-го моторизованного полка
- Пауль Экер, 16.03.1944 — майор, командир 1-го батальона 9-го моторизованного полка
- Эберхард Шлеппле, 27.07.1944 — обер-лейтенант резерва, командир 26-го танкового разведывательного батальона
- Фриц Бём, 23.08.1944 — обер-фельдфебель, командир взвода 6-й роты 26-го танкового полка
- Бернхард Иммингер, 04.10.1944 — обер-фельдфебель, командир взвода 3-й роты 67-го моторизованного полка
- Франц Роггенланд, 04.10.1944 — обер-фельдфебель, командир взвода 10-й роты 67-го моторизованного полка
- Хайнц Шпэте, 20.10.1944 — лейтенант резерва, командир 8-й роты 26-го танкового полка
- Эрвин Корс, 09.12.1944 — майор, командир 2-го батальона 67-го моторизованного полка
- Альберт Карренберг, 11.12.1944 — обер-лейтенант, командир 2-й роты 9-го моторизованного полка
- Франц Лир, 11.12.1944 — унтер-офицер, командир отделения 3-й роты 93-го сапёрного батальона
- Вернер Мюллер, 26.12.1944 — обер-лейтенант, командир 7-й роты 67-го моторизованного полка
- Дитхельм фон Дёмминг, 30.04.1945 — майор, командир 2-го батальона 9-го моторизованного полка (награждение не подтверждено)
- Оскар фрайхерр фон Хоэнхаузен унд Хоххауз, 11.05.1945 — оберстлейтенант, командир 9-го моторизованного полка (награждение не подтверждено)

### Рыцарский Крест Железного креста с Дубовыми листьями (3)
- Смило фрайхерр фон Лютвиц (№ 426), 16.03.1944 — генерал-лейтенант, командир 26-й танковой дивизии
- Пауль Эрлих (№ 634), 28.10.1944 — майор, командир 1-го батальона 9-го моторизованного полка
- Эдуард Краземанн (№ 683), 18.12.1944 — генерал-майор, командир 26-й танковой дивизии

### Рыцарский Крест Железного креста с Дубовыми листьями и Мечами
- Смило фрайхерр фон Лютвиц (№ 76), 04.07.1944 — генерал-лейтенант, командир 26-й танковой дивизии

## ссылки
- Carlo Gentile. 26th Panzer Division (англ.). NS-Täter Italien. Дата обращения: 27 марта 2025.